# Un cop amb estil
Un cop amb estil (títol original en anglès: Going in Style) és una pel·lícula estatunidenca de comèdia de 2017, dirigida per Zach Braff i escrita per Theodore Melfi. Es tracta d'una nova versió de la pel·lícula homònima de 1979. Protagonitzada per Morgan Freeman, Michael Caine i Alan Arkin, la cinta narra les aventures d'un trio d'ancians que planegen robar un banc en veure's afectats econòmicament per la cancel·lació de les seves respectives pensions. La pel·lícula es va doblar al català.
La pel·lícula va ser estrenada al Teatre SVA el 30 de març de 2017 després que Warner Bros. ajornés l'estrena original del 6 de maig de 2016, i comercialitzada als Estats Units el 7 d'abril de 2017. Ha rebut crítiques mixtes per part de la premsa especialitzada i ha recaptat més de $52 milions de dòlars a tot el món.

## Sinopsi
Joe, Willie i Al són tres ancians amics. Un dia, Joe presencia l'assalt a un banc a mans d'una colla armada. En trobar-se en seriosos problemes econòmics, i inspirat per la seva vivència, planeja al costat dels seus dos amics el robatori d'un banc per poder solucionar els seus inconvenients monetaris.

## Repartiment
- Morgan Freeman com a Willie Davis.
- Michael Caine com a Joe Harding.
- Alan Arkin com a Albert Garner.
- Ann-Margret com a Annie Santori.
- John Ortiz com a Jesús Garcia.
- Peter Serafinowicz com a Murphy.
- Joey King com a Brooklyn Harding.[6]
- Kenan Thompson com a Keith Schonfield.
- Matt Dillon com a l'agent Hamer.
- Christopher Lloyd com a Milton Kupchak.
- Siobhan Fallon Hogan com a Mitzi.
- Josh Pais com a Chuck Lofton.
- Maria Dizzia com a Rachel Harding.

## Recepció
En el lloc web Rotten Tomatoes, la pel·lícula compta amb un rànquing del 46% basat en 106 ressenyes. La ressenya oficial del lloc argumenta: «malgrat la gran quantitat de talent dels seus protagonistes, no lliura massa moments graciosos i juga a la segura molt sovint». A Metacritic, la pel·lícula es va situar just a la meitat del rànquing de l'1 al 100, basat en 31 crítiques.
El crític Steve Pulaski, de la revista Influx, va comparar aquesta versió amb l'original de 1979, concloent que «és un film graciós i competent per a un objectiu demogràfic que ocasionalment pot sentir-se alienat en veure les pel·lícules que exhibeixen en els teatres locals (especialment després de març, un vertiginós mes d'èxits en taquilla). La lleialtat a la versió original és admirable, i les seves llibertats creatives i la seva addició d'elements moderns van treballar al seu favor la major part del temps».